# Stefan Blank
Stefan Blank (* 10. März 1977 in Gelsenkirchen) ist ein ehemaliger deutscher Fußballspieler und heutiger Fußballtrainer.

## Laufbahn
Er spielte zuletzt für den MSV Duisburg, zu dem er im Juli 2006 für zwei Jahre wechselte, jedoch wegen einer Knieverletzung und einer kurz darauf erlittenen schweren Thrombose nahezu nicht zum Einsatz kam.  Frühere Stationen waren der 1. FC Kaiserslautern, Alemannia Aachen, FC St. Pauli, Werder Bremen, VfB Stuttgart, Hannover 96, SG Wattenscheid 09 und FC Schalke 04.
Mit Aachen stand Blank 2004 im Finale des DFB-Pokals in Berlin, unterlag dort aber dem damaligen Deutschen Meister Werder Bremen. Im Viertelfinale dieses Wettbewerbs erzielte Blank am 4. Februar 2004 beim 2:1-Sieg gegen den FC Bayern München die 1:0-Führung der Aachener. Dieses Tor wurde als „Tor des Monats Februar 2004“ ausgezeichnet. In der Folgesaison spielte Blank mit Aachen erfolgreich im UEFA-Pokal, bevor er im Januar 2005 zum damaligen Erstligisten Kaiserslautern wechselte.
Im März 2009 wurde Blank Jugendtrainer der SG Wattenscheid 09, den Kontakt stellte er über seinen alten Freund und Weggefährten Christoph Jacob her. Zur Saison 2009/10 übernahm Blank als Cheftrainer die erste Mannschaft der SGW, trat jedoch im Dezember 2009 zurück. Wattenscheid stand zu diesem Zeitpunkt vor dem Absturz in die Sechstklassigkeit. Zur Saison 2010/11 übernahm Stefan Blank den Sportdirektorposten des NRW-Ligisten SpVgg Erkenschwick.
Ab dem Sommer 2013 war Stefan Blank Trainer der zweiten Mannschaft des Halleschen FC in der Oberliga Nordost. Nach seiner Tätigkeit in der Saalestadt übernahm er ab dem 1. Januar 2015 bei der DJK Eintracht Datteln in der Bezirksliga das Amt des Trainers. Im November 2015 wurde er Cheftrainer des Regionalligisten FC Kray, den er jedoch nicht vor dem Abstieg in die Oberliga retten konnte. Nach einem Fehlstart in die neue Saison 2016/17 wurde er bereits nach dem 3. Spieltag entlassen.